# 이스라엘 내각

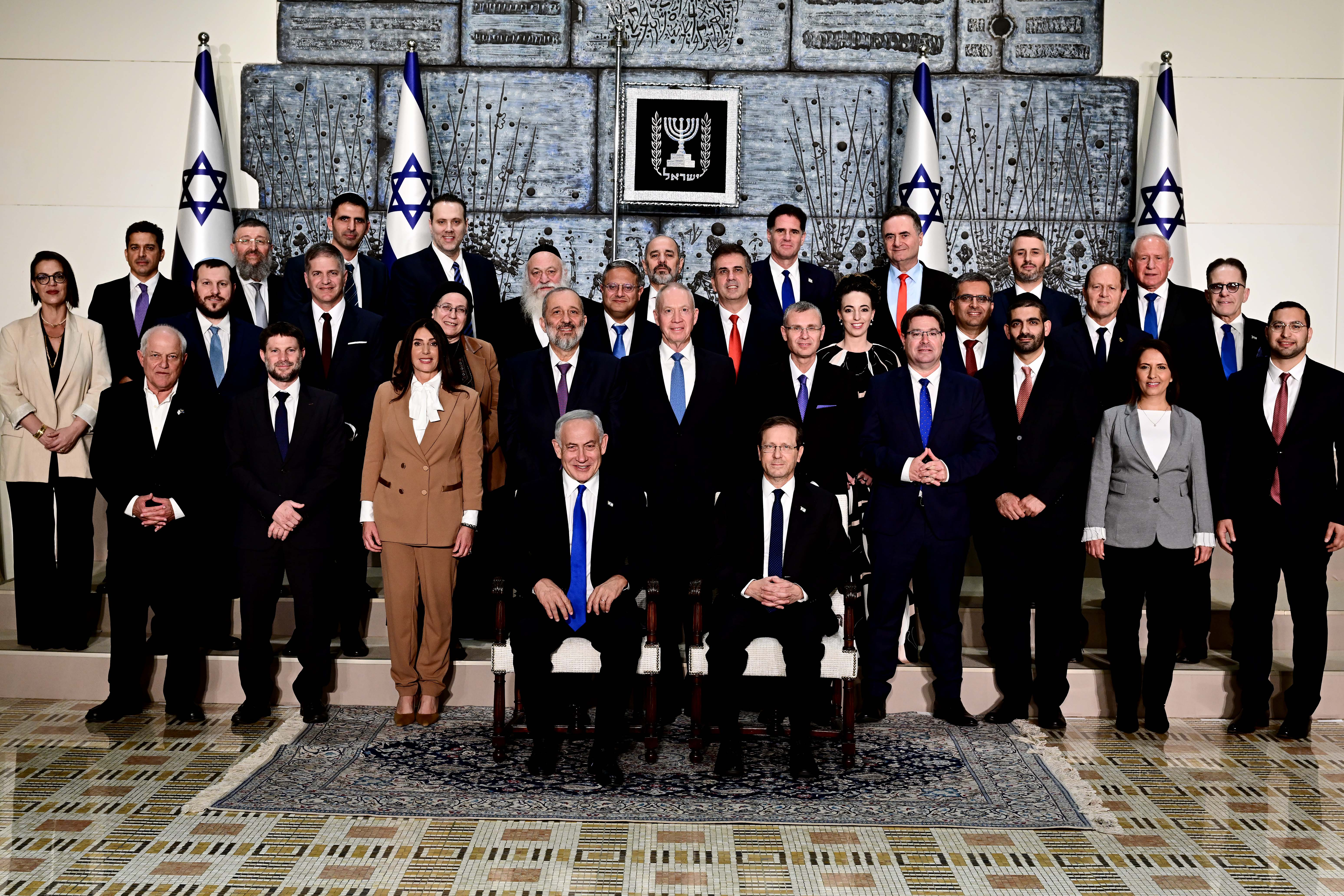

이스라엘 내각(히브리어: ממשלת ישראל, 로마자 표기: Memshelet Yisra'el; 아랍어: مجلس وزراء إسرائيل, 로마자 표기: Majlis Wuzaraʾ Israʾil)은 이스라엘 국가에서 행정권을 행사한다. 총리가 선출하고 이끄는 장관들로 구성된다. 정부 구성은 크네세트(이스라엘 의회)의 신임 투표를 통해 승인되어야 한다. 이스라엘 법에 따르면 총리는 정부 구성원을 해고할 수 있지만 서면으로 해임해야 하며, 새로운 임명자는 크네세트의 승인을 받아야 한다. 대부분의 총리는 사역을 이끌지만 일부는 직무가 없는 총리이기도 하다. 대부분의 장관은 크네세트 회원이지만, 총리와 "지정된 총리 대행"만이 크네세트 회원이어야 한다. 일부 장관은 부총리, 부총리라고도 불린다. 지정된 국무총리 대행과 달리 이러한 역할은 법적 의미가 없다. 정부는 기본법에 따라 운영된다. 매주 일요일에 예루살렘에서 모인다. 상황에 따라 추가 회의가 있을 수 있다.
의회 체제의 대부분의 내각과 달리, 기본법에서 공식적으로 "정부"로 기술된 이스라엘 내각은 이스라엘의 법적 및 사실상의 행정권을 갖고 있다. 대부분의 의회 체제에서 국가 원수는 명목상의 최고 행정관이지만 관례에 따라 내각의 조언에 따라 행동해야 한다. 이스라엘에서는 기본법에 따라 대통령이 아닌 내각/정부에 행정권이 명시적으로 부여된다.